# Western & Southern Open 2016
Das Western & Southern Open 2016 war der Name eines Tennisturniers der WTA Tour 2016 für Damen sowie eines Tennisturniers der ATP World Tour 2016 für Herren, welche zeitgleich vom 15. bis zum 22. August 2016 in Mason, Ohio bei Cincinnati stattfanden.

## Herrenturnier
→ Qualifikation: Western & Southern Open 2016/Herren/Qualifikation

## Damenturnier
→ Qualifikation: Western & Southern Open 2016/Damen/Qualifikation